# National Metropolitan Bank Building
El edificio del Banco Nacional Metropolitano es una estructura histórica ubicada en 655 15th Street, NW en el centro de Washington D. C. de estilo Beaux-Arts. 

## Historia
B. Stanley Simmons del estudio de arquitectura de Gordon, Tracy & Swartout lo diseñó y fue construido entre 1905 y 1907.
Fue incluido en el Registro Nacional de Lugares Históricos en 1978.
En 1986, su fachada se incorporó a un nuevo edificio de oficinas, 'Metropolitan Square', diseñado por Vlastimil Koubek y Skidmore, Owings & Merrill.